# Pilar Pérez (presentadora)
Pilar Pérez Reyes (Culiacán, Sinaloa, México 20 de febrero de 1986) es una presentadora de televisión, periodista deportiva, modelo y exreina de belleza de nacionalidad mexicana.

## Trayectoria
Pilar nació en Culiacán, Sinaloa pero se mudó a León, Guanajuato a una edad temprana.
Como concursante de belleza fue coronada  Miss Guanajuato en 2006 Esto le dio el derecho de participar en Nuestra Belleza México 2006.
Comenzó en televisión por primera vez en 2009 al participar en varios programas de televisión para Fox Sports y Fox Deportes en México y USA. En particular, Tribuna Fox Sports y Central Fox. Fue presentadora de Central Fox desde 2012 a 2016.
En julio de 2016 se unió a ESPN Deportes lo que la obligó a mudarse de Ciudad de México a Los Ángeles. Fue presentadora principal de Nación ESPN  de 2016 a 2018 junto a David Faitelson y Mauricio Pedroza.
En 2019 se unió al elenco de Ahora o Nunca junto a Hérculez Gómez. Esto la hizo mudarse nuevamente, de forma temporal, esta vez de Los Ángeles a Miami. También trabajó para la versión en  Español de   SportsCenter   y en ESPN Deportes Radio en los programas  Zona ESPN , ESPN Rusia y La Locomotora.
Pilar tuvo frecuentes apariciones en el programa  Jorge Ramos y su Banda y cuenta con un podcast semanal, La Butaca ESPN, además de participar en otros programas de ESPN Deportes.
En junio de 2021 fue galardonada con un premio Emmy Deportivo, por su trabajo con ESPN Deportes.

## Vida personal
Pilar es seguidora del Club León de la Liga MX. Pilar es hermana menor del actor y conductor mexicano de televisión Omar Pérez Reyes más conocido como Faisy. Está casada con el director guatemalteco de cine Alfonso Algara desde marzo de 2011